# Błagowo (obwód Montana)
Błagowo (bułg. Благово) – wieś w Bułgarii, w obwodzie Montana, w gminie Montana. Według danych szacunkowych Ujednoliconego Systemu Ewidencji Ludności oraz Usług Administracyjnych dla Ludności, 15 września 2023 roku miejscowość liczyła 582 mieszkańców.